# Cantone di La Valette-du-Var
Il Cantone di La Valette-du-Var era una divisione amministrativa dell'arrondissement di Tolone.
È stato soppresso a seguito della riforma complessiva dei cantoni del 2014, che è entrata in vigore con le elezioni dipartimentali del 2015.
Comprendeva i comuni di:
- Le Revest-les-Eaux
- La Valette-du-Var